# Eresus lavrosiae
Eresus lavrosiae is een spinnensoort uit de familie van de fluweelspinnen (Eresidae).
De wetenschappelijke naam van de soort werd in 1997 gepubliceerd door Mcheidze.